# Johann Philip Lemke

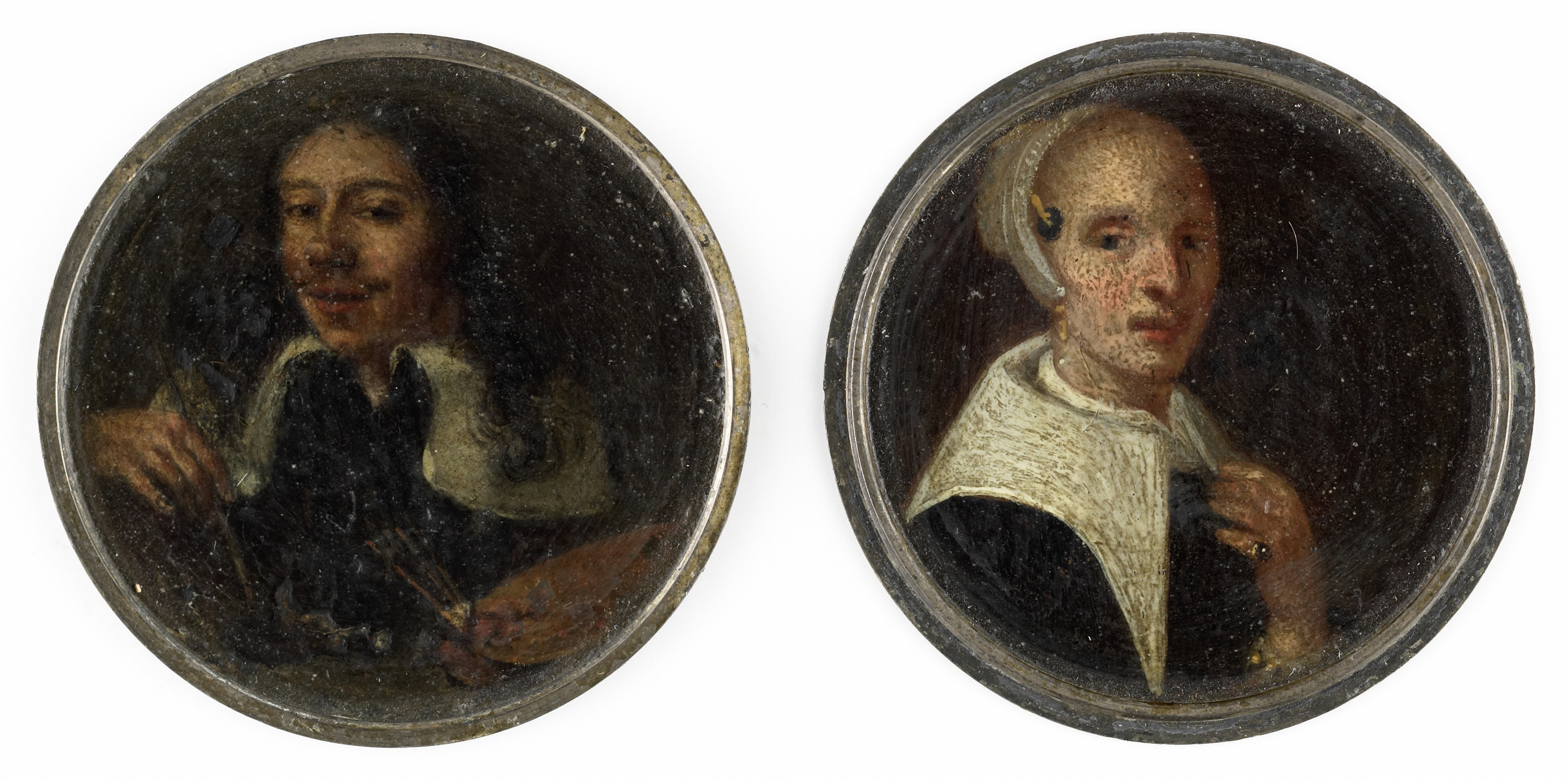
Autorretrato, con su esposa, en miniatura. Óleo sobre plata. Rijksmuseum, Ámsterdam.

Hans Philip Lemke (19 de mayo de 1631, Núremberg-13 de abril de 1711, Estocolmo), más conocido como Johan Philip Lemke, fue un pintor alemán conocido por sus escenas de batallas realizadas para los reyes de Suecia. Sus cuadros fueron considerados por el historiador del arte sueco Wilhelm Nisser «el punto culminante y el punto final de la pintura realista sueca del siglo XVI».
Tras estudiar arte con varios maestros y en Italia de 1653 a 1673, en 1683 fue llamado a Suecia por Carlos XI de Suecia y donde, bajo la supervisión de Erik Dahlbergh, pintó 27 cuadros de gran formato para el palacio de Drottningholm basados en dibujos de Dahlberg.